# 이합체화
화학에서 이합체화는 두개의 동일하거나 유사한 분자 실체를 화학 결합하는 과정이다. 결합은 강하거나 약할 수 있다. 많은 대칭 화학 물질은 단량체가 알려지지 않았거나 매우 불안정한 경우에도 이량체로도 설명된다. 호모다이머라는 용어는 두 소단위가 동일할 때(예: A-A) 사용되고 이합체화는 그렇지 않을 때(예: A-B) 주로 사용된다. 이합체화의 반대는 종종 해리(dissociation)라고 불린다. 두 개의 반대 전하를 띤 이온이 이량체로 결합하면 덴마크의 화학자인 닐스  비에럼의 이름을 따서 비에룸 쌍이라고 한다.

## 같이 보기
- 화학 결합
- 화합물